# Damn Good
Damn Good é uma canção do gênero power ballad composta por David Lee Roth e Steve Vai e gravada pelo supergrupo The David Lee Roth Band como primeiro single do álbum Skyscraper, de 1987. Foi considerada pelo site Ultimate Classic Rock, como a 8a melhor música da carreira solo de David Lee Roth.
A canção atingiu a 2a posição da Billboard Mainstream Rock Tracks.

## Desempenho nas Paradas Musicais
| Data       | Single      | Parada Musical                   | Posição |
| ---------- | ----------- | -------------------------------- | ------- |
| 04/02/1988 | "Damn Good" | Billboard Mainstream Rock Tracks | 2       |

## Créditos Musicais
- David Lee Roth – Vocal
- Steve Vai – Guitarra
- Billy Sheehan – Baixo
- Gregg Bissonette – Bateria